# Jitterbug

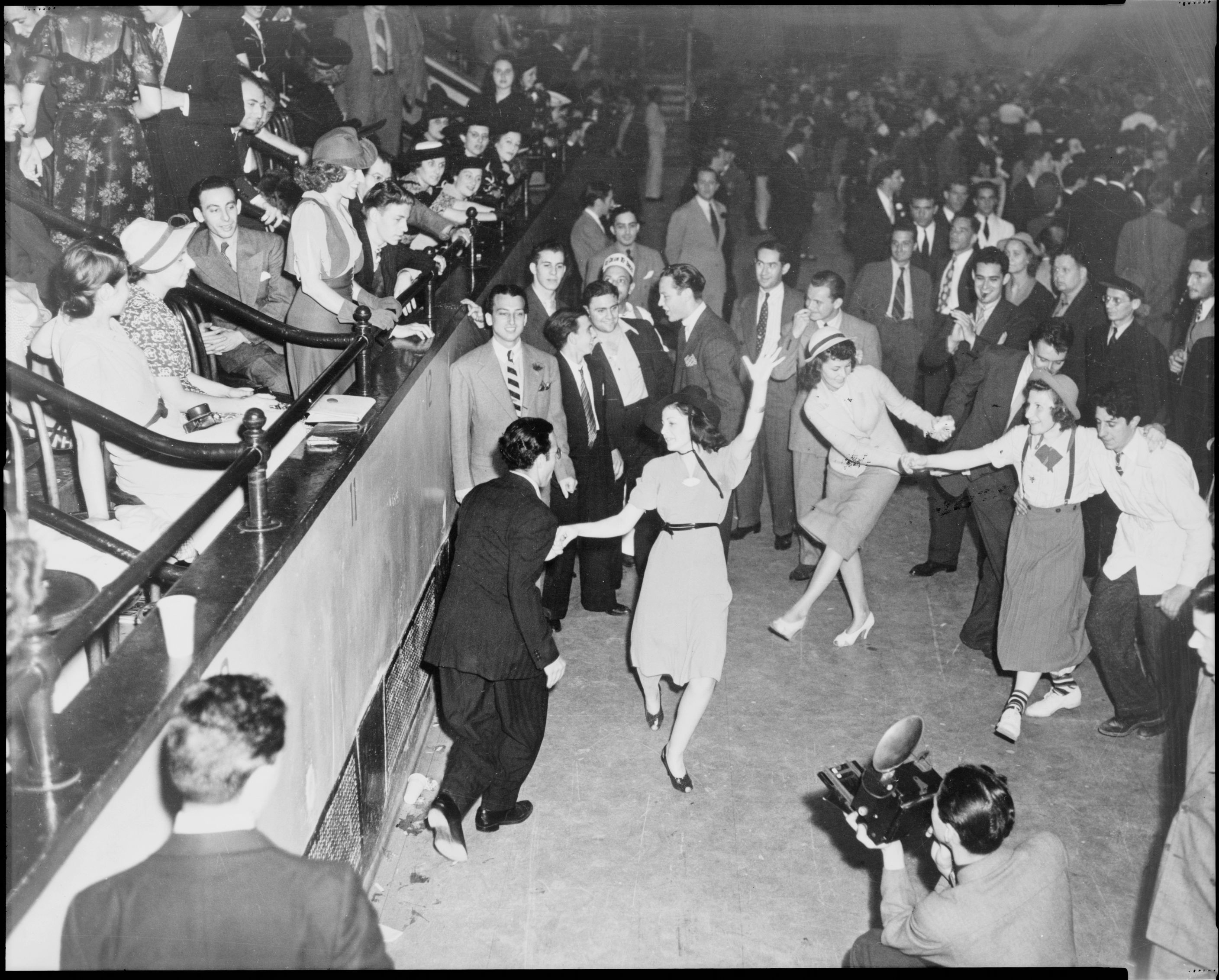
Jitterbug táncosok 1938-ban

A jitterbug szónak és táncnak többféle jelentése él még ma is a szving táncosok és a tánccal foglalkozó szakértők körében. Egy részük úgy tartja, hogy a Savoy Ballroom lindy hop táncosait hívták így, mások szerint ez egy pejoratív jelző azon fehér táncosokra, akik technikailag nem voltak elég képzettek, jók. Van, aki szerint a jitterbug a lindy hop fehérek által kifejlesztett variációja, amit a feketék által kedvelt zenei műfaj a rhythm and blues elemeit felhasználó, a fehérek által favorizált zenei műfajra a rock and rollra találtak ki, és nem feltétlenül tartalmaz akrobatikus elemeket. Megint mások szerint Cab Calloway a híres szving band vezető határozta meg ezzel a szóval azon táncosokat, akik a Savoy Ballroom táncosaitól eltérő stílusban (Savoy Style) táncoltak: egyedi, jól megkülönböztethető, vagy éppen nehezen utánozható stílust fejlesztettek ki. Az 1920-as és 1930-as években a jitterbug ezért a lindy szinonimájává vált.
A legutóbbi megállapítással összhangban ma legtöbbször azokra mondják, hogy jitterbug-ot táncolnak, akik az ismert és megszokott táncstílus(ok)tól eltérő újdonsággal (lábtechnika, tartás stb.) állnak elő. Ilyen értelemben a hollywood style, west coast swing, jive, shag, bop, new yorker boogie woogie és a többi későbbi szving tánc mind-mind szinonimája a jitterbugnak.